# Comando settore aeronautico nord
Il Comando settore aeronautico nord era un Comando della Regia Aeronautica nato nel 1936 in Africa Orientale Italiana.

## Storia
Il Comando settore aeronautico nord con sede ad Asmara nasce il 1º ottobre 1936 così composto:
- XXVII Gruppo autonomo:
  - 18ª Squadriglia;
  - 52ª Squadriglia;
  - 38ª Squadriglia;
- XXVIII Gruppo autonomo:
  - 10ª Squadriglia;
  - 19ª Squadriglia;
  - 41ª Squadriglia;
- XXIX Gruppo autonomo:
  - 62ª Squadriglia;
  - 63ª Squadriglia;
  - 118ª Squadriglia;
- XLIX Gruppo autonomo:
  - 61ª Squadriglia;
  - 64ª Squadriglia;
  - 116ª Squadriglia;[1]
- Squadriglia di Stato maggiore Eritrea - Asmara
- 141ª Squadriglia.

Il XXIX e il XLIX Gruppo nell’ottobre 1936 erano in attesa di assegnazione e sede definitiva.
Al 10 giugno 1940 era formato da:
- XXVI Gruppo Bombardieri (Bis) (Aeroporto di Gondar) 
  - 11ª Squadriglia (Gondar, 6 Caproni Ca.133))
  - 13ª Squadriglia (Aeroporto di Bahar Dar, 6 CA 133)
- XXVII Gruppo Bombardieri (Bis) (Aeroporto di Assab) 
  - 18ª Squadriglia (6 CA 133)
  - 52ª Squadriglia (6 CA 133)
  - 118ª Squadriglia (6 SM 81)
- XXVIII Gruppo Bombardieri (Bis) (Zula) 
  - 10ª Squadriglia (6 Savoia-Marchetti S.M.81)
  - 19ª Squadriglia (6 SM 81)
- XXIX Gruppo Bombardieri (Bis) (Assab) 
  - 62ª Squadriglia (6 SM 81)
  - 63ª Squadriglia (6 SM 81)
- Gruppo "Gasbarrini" (Aeroporto di Agordat) 
  - 41ª Squadriglia Bombardamento Terrestre (6 CA 133)
  - Squadriglia Stato Maggiore "Nord" (6 CA 133)
- 412ª Squadriglia Autonoma Caccia Terrestre, 9 Fiat C.R.42 (Aeroporto Internazionale di Massaua)
- 413ª Squadriglia Autonoma Caccia Terrestre, 9 Fiat C.R.42 (Assab)
- 414ª Squadriglia Autonoma Caccia Terrestre, 6 Fiat C.R.42 (Gura (Eritrea))